# La Magie des surprises parties
Singles de Vanessa Paradis
Joe le taxi
La Magie des surprises parties est la 1re chanson enregistrée par Vanessa Paradis en 1983. Elle a été interprétée lors d'un Festival italien en novembre 1985 mais n'a jamais été commercialisée, même après le succès mondial de Joe le taxi en 1987. C'est pour cela que le titre est considéré comme un peu à part dans la discographie de Vanessa Paradis.

## Histoire

### Le Festival «Ambrogino»
En 1983, Vanessa Paradis a 10 ans et n'a pas encore sorti Joe le taxi. Elle rêve déjà de musique et de cinéma. Son oncle, Didier Pain, acteur, connait beaucoup de monde dans le show business d'alors, et l'emmène régulièrement sur les plateaux de tournage ou les studios d'enregistrement.
Il apprend un jour que le groupe Les Forbans recherche une jeune fille pour chanter sur une de leurs compositions. Il organise une rencontre entre sa nièce et eux. Elle assiste à un de leurs concerts puis va les voir en coulisses. Le contact s’établit immédiatement et le titre est enregistré quelques semaines plus tard. 
Mais aucune maison de disques ne veut sortir le disque malgré des démarches qui durent 1 an et demi. Afin d’optimiser les chances de signature, la chanson est choisie pour représenter la France à l’Euro-Festival : « Ambrogino », qui se tient à Turin, en Italie, en décembre 1985. Une sorte de concours Eurovision de la chanson des enfants,. La prestation de Vanessa est retransmise sur la Rai Uno, mais elle rate de peu le premier prix. De ce fait, il est confirmé qu’aucun single ne sera commercialisé.

### Un 45 tours non désiré
C’est deux ans plus tard, en 1987, que le disque existe enfin, à la suite du succès de Joe le taxi. AB Disques, producteurs de la chanson, profitent du triomphe de Vanessa et fabriquent un 45 tours, dont la pochette est illustrée de photos d’elle, prises à l’époque de l’enregistrement. Mais il ne sera jamais mis en magasin : Vanessa étant mineure, elle bénéficie de droits bien spécifiques et ses parents attaquent en justice. 
Les stocks fabriqués sont alors détruits. Seuls quelques centaines d’exemplaires ont survécu et ont été vendus dans les conventions de disques pour collectionneurs,.
Vanessa n’a jamais rechanté ce titre depuis et n’aime pas spécialement en parler.

## La chanson
Le titre existe en deux versions : 'version single' et 'version instrumentale'. Elles durent chacune 2:57.

## Le clip
Il n'existe aucun clip de la chanson[réf. souhaitée].

## À la télévision
Le festival « Ambrogino » a été retransmis sur la Rai Uno à l'époque. Des extraits ont été diffusés lors d'une émission de 'Sacrée Soirée' en 1988, puis lors de l'émission 30 destins de stars sur TF1 en 2008.
Il n'existe aucune prestation télévisée du titre en France. La seule fois où Vanessa en a parlé[réf. nécessaire], c'était lors de l'émission Fréquenstar sur M6 en 1992